# إيرينا أفاكوموفا
إيرينا أندرييفنا أفاكوموفا (الروسية: Ирина Андреевна Аввакумова (Тактаева) ؛ من مواليد 14 سبتمبر 1991) هي لاعبة قفز تزلج روسية هي بطلة قفز وطنية روسية عدة مرات والفائزة بالكأس القارية في موسم 2012/13. في دورة الجامعات الشتوية لعام 2013 في بريداتسو، فازت أففاكوموفا بميدالية ذهبية في مسابقة الفرق والبرونزية في المنافسة الفردية. مثلت روسيا في دورة الألعاب الأولمبية الشتوية 2014 في سوتشي، وحصلت على المركز السادس عشر. في دورة الألعاب الأولمبية الشتوية 2018 ، احتلت المركز الرابع، وهو أفضل وضع لأي قفز تزلج من روسيا المستقلة.

## سنواتها الأولى
في عام 2005 تحولت آفاكوموفا من التزلج الريفي إلى القفز على الجليد. وفي عام 2011، شاركت في أول حدث لها في كأس العالم في ليلهامر، وحصلت على المركز الأربعين.